# HVO Sarajevo
Hrvatsko vijeće obrane Sarajevo je osnovano kao politički i vojni reprezent hrvatskog naroda u Sarajevu. Osnovano je 29. svibnja 1992. godine, a prva vojna zaokružena formacija (HVO brigada Kralj Tvrtko) nastaje 5. prosinca 1992. godine. Sarajevski HVO je bio povezan s ostatkom HVO-a Herceg-Bosne. Krajem 1992. i početkom 1993. godine zahlađuju bošnjačko-hrvatski odnosi i dolazi do krvavog sukoba. U samom Sarajevu ne dolazi do sukoba između Bošnjaka i Hrvata, ali se na sveopće iznenađenje hrvatskih kadrova u Sarajevu, u studenom 1993. godine, prisilno se ukida HVO Sarajevo, a formira se Hrvatska brigada Kralj Tvrtko, prisilno u sastavu I. korpusa Armije BiH.

## Formiranje HVO-a u Sarajevu
Formiranje Hrvatskog vijeća obrane grada Sarajeva, kao političko-vojnog reprezenta hrvatskog naroda u Sarajevu, inicirali su članovi Hrvatskog gospodarskog društva Bosne i Hercegovine, udruge osnovane poradi zaštite gospodarskih interesa hrvatskih tvrtki u BiH. Osnivačka skupština održana je 29. svibnja 1992. godine na Stupu, a predsjedao je gospodin Vladimir Mađura, predsjednik Hrvatskog gospodarskog društva BiH. Tijekom sjednice jednoglasno je izabrano Vijeće HVO-a Sarajevo u sljedećem sastavu:
- predsjednik: Marinko Pejić
- dopredsjednici: Jerko Bošnjak, Miroslav Mađura, Jozo Planinić i Vjekoslav Sučić
- tajnik: Benjamin Govorušić
- članovi: Vladimir Mađura, Božidar Arkus, Bruno Grubešić, Srećko Nuić, Tomo Barić,  Danko Uspor, Branimir Huterer, Ante Jerković i Zvonimir Jan

U rad Vijeća su se nakon nekoliko dana uključili stručnjaci iz raznih oblasti znanstvenog i javnog života: Pero Franjić, Mijo Milas, Miroslav Kakarigi, Konstantin Barić, Ivan Borić,  Jozo Leutar, Ivan Ilić, Jure Ilić, Mate Erkapić, Ante Markotić, Stijepo Andrijić, Franjo Posavec, Žarko Primorac i Berislav Topić.

## Ustrojavanje općinskih stožera
Među prvim aktivnostima novoosnovanog vijeća bilo je osnivanje općinskih stožera. Tako je, primjerice, istog dana utemeljen HVO Novo Sarajevo. Za čelnika novosarajevskog HVO-a imenovan je Ante Jerković.
Početni entuzijazam urodio je krupnim rezultatima, uslijedila je potpora hrvatskih institucija u gradu, crkvenih krugova, formirane su prateće službe... Ipak, sredinom lipnja počinju problemi. Iz Glavnog stožera u Grudama stiže odluka po kojoj je izabrano vodstvo nelegalno, a istom odlukom je za funkciju predsjednika imenovan Velimir Marić, za zapovjednika Danko Uspor, za njegovog zamjenika Benjamin Govorušić, a za načelnika stožera Marinko Pejić.
Sadržaj odluke je izazvao različite reakcije, a među prvim je bilo slanje izvješća u Grude, u kojem su podastrti podatci o poduzetim aktivnostima i uspjesima u organiziranju vojne i civilne strukture u blokiranom gradu. Iz Glavnog stožera ubrzo stiže nova odluka kojom je poništena prethodna i kojom je potvrđen izbor čelnika tijekom sjednice održane 29. svibnja 1992. godine na Stupu. Iako se mogao steći dojam da su formalno-pravno riješeni prijepori, uslijedio je iznenađujući obrat.  U Sarajevu se pojavljuje gospodin Velimir Marić, prijeratni v.d. predsjednik GO HDZ-a Sarajevo, s novom odlukom Glavnog stožera HVO-a i Hrvatske zajednice Herceg-Bosne i Regionalnog stožera HVO-a Srednja Bosna u Vitezu, kojom je ukinuta odluka o ukidanju odluke kojom je poništena odluka o potvrđivanju izbora čelnika izabranih tijekom sjednice održane 29. svibnja 1992. godine. Manja grupa na čelu s Marinkom Pejićem ne prihvaća prijedlog od nadležnih organa Hrvatske zajednice Herceg-Bosne, ostaju pri svojem stajalištu i samovoljno počinju djelovati na području Novog Sarajeva, Čengić Vile, a na dijelovima općine Ilidža, Stup, Doglodi, Azići, Otes, Bare, Pofalići, Panini, djeluje HVO na čelu s predsjednikom Velimirom Marićem.

## Nova odluka
Istovremeno egzistiranje dva stožera (na Stupu i na Čengić Vili), potrajalo je tri mjeseca i znatno je usporilo ustrojavanje brigade s jasno definiranom zapovjednom strukturom, zonama odgovornosti i predstavljenim ciljevima. U međuvremenu, obruč oko grada se sve više stezao, brojka prijavljenih dragovoljaca popela se na blizu 1.600 ljudi, a međusobne optužbe na relaciji dva stožera nisu prestajale. 
Koncem srpnja u Sarajevo se iz Zagreba vraća izaslanstvo Republike BiH, predvođeno Alijom Izetbegovićem, i donosi potpisani Sporazum o prijateljstvu između dvije države. Potpisnik u ime Republike Hrvatske bio je Franjo Tuđman, a jednom odrednicom tog sporazuma predviđeno je uključivanje vojnog dijela HVO-a u Oružane snage BiH i zajedničko zapovjedništvo. 
Početkom rujna održan je sastanak u Grudama kojem su nazočili Marinko Pejić i Jozo Planinić ispred HVO-a Sarajevo (Čengić Vila), Velimir Marić i Danko Uspor ispred HVO-a Sarajevo (Stup) i predsjednik Hrvatske zajednice Herceg-Bosne Mate Boban.  Tom prigodom je donesena odluka o ustrojavanju jedinstvenog Gradskog stožera HVO-a Sarajevo (4. rujna 1992.), koju je potpisao Bruno Stojić, predstojnik Odjela za obranu Hrvatske zajednice Herceg-Bosne, a kojom su sva prethodna imenovanja stavljena izvan snage. Po novoj odluci Velimir Marić je imenovan za predsjednika HVO-a Sarajevo, Marinko Pejić za zapovjednika Gradskog stožera HVO-a Sarajevo, a Danko Uspor za dozapovjednika Gradskog stožera HVO-a Sarajevo.
U međuvremenu dogodilo se nekoliko incidentnih situacija između pripadnika HVO Stup i Armije RBiH, pljačke skladišta smještenih na Stupu (Tvornica slatkiša Zora, skladište Fructala...), te upad srpskih snaga u naselje Doglodi pokraj Stupa i pad tog naselja (15. rujna 1992.).

## Stvaranje brigade Kralj Tvrtko i njezino daljnje djelovanje
Iako su formiranje zajedničkog stožera toplo pozdravile sve hrvatske strukture u gradu, proći će još neko vrijeme do konačnog uvezivanja općinskih HVO-a u brigadu, tako da se o zaokruženoj vojnoj formaciji može govoriti od 5. prosinca 1992. godine. Brigada je nazvana HVO brigada Kralj Tvrtko po prvom bosanskom kralju Tvrtku Kotromaniću. U sastav brigade su ušle sljedeće bojne: Prva bojna Stup-Ilidža, Druga bojna HVO Novi grad, Treća bojna HVO Sarajevo i Četvrta bojna HVO Centar-Stari grad. Sarajevski HVO tj. Brigada Kralj Tvrtko je imala više od 5000 pripadnika i dala je velik doprinos obrani napaćenog Sarajeva, a 80-ak pripadnika brigade položilo je svoje živote za slobodu Sarajeva. Brigada je sudjelovala u nekoliko bitaka: u Pofalićkoj bitci, u bitci za Otes, Hrasno brdo, Stup, Elektrotehničku školu i Dobrinju, a također je držala liniju u sklopu obrane Sarajeva. Krajem 1992. i početkom 1993. godine zahlađuju bošnjačko-hrvatski odnosi i dolazi do krvavog sukoba u dolini Neretve, te u dolini Lašve i Srednjoj Bosni. U Sarajevu ne dolazi do sukoba između Hrvata i Bošnjaka, ali se Sarajevski HVO prisilno ukida. Bojovnici HVO-a bivaju zarobljeni od pripadnika muslimanske Armije BiH, te sprovedeni u bivsu kasarnu "Viktor Bubanj", koja je pretvorena u zatvor. Zapovjedništvo I. korpusa muslimanske Armije BiH, na sveopće iznenađenje hrvatskih kadrova u Sarajevu, u studenom 1993. godine, priopćilo je odluku o ukidanju Stožera HVO-a Sarajevo i formiranju Hrvatske brigade Kralj Tvrtko, u sastavu tog korpusa Armije BiH.

## Udruga umirovljenika i demobiliziranih branitelja HVO-a Sarajevo
U Sarajevu danas postoji Udruga umirovljenika i demobiliziranih branitelja HVO-a Sarajevo. Udruga je osnovana 2007. godine i trenutno ima oko 700 članova, a prema riječima predsjednika Markovića, taj broj svakodnevno raste. Predsjednik udruge Zdenko Marković ističe da udrugu županijski ministar za boračka pitanja, Hajrudin Ibrahimović, apsolutno uvažava te vjeruje da će pripadnici HVO-a uskoro početi dobivati nepovratna financijska sredstva za ugrožene branitelje, stipendije za djecu, pa i stanove. U listopadu 2008., zahvaljujući agilnim dužnosnicima udruge, iz tiska je izašao prvi broj mjesečnika Riječ, biltena koji ima ambiciju, kako je istaknuto u uvodniku prvog broja, popuniti medijsku prazninu nastalu nakon gašenja nekoliko tiskovina na hrvatskom jeziku u Sarajevu. Osim toga, aktivnosti članstva su usmjerene na podizanje spomen-ploče poginulim braniteljima, te kapele u sarajevskom naselju Otes.

## Vanjske poveznice
- arhivcrotv - Youtube HVO 1995. odluka o sudjelovanju u deblokadi Sarajeva , Datum objavljivanja: 30. svibnja 2013.